# Xã Ruth B City, Quận Stone, Missouri
Xã Ruth B City (tiếng Anh: Ruth B City Township) là một xã thuộc quận Stone, tiểu bang Missouri, Hoa Kỳ. Năm 2010, dân số của xã này là 2.400 người.